# Johann Meinhard VII. von Görz und Kirchberg
Johann Meinhard VII. von Görz und Kirchberg (* 1378/1380; † 22. Mai 1430) entstammte der Herrscherdynastie der Meinhardiner. Er bekleidete die Würden und Ämter eines Pfalzgrafen von Kärnten und die eines Grafen von Kirchberg.
Johann Meinhard entstammte der zweiten Ehe des görzischen Grafen Meinhard VI. mit Utelhild von Mätsch, einer Tochter von Vogt Ulrich IV. von Mätsch. Nachdem sein älterer Bruder Heinrich VI. von Görz dessen Vater in der Grafschaft Görz nachfolgte, erhielt Johann Meinhard VII. aus dem mütterlichen Erbe die Grafschaft Kirchberg zugesprochen. Zusätzlich erhielt er noch das Amt eines Pfalzgrafen in Kärnten.
Johann Meinhard VII. war zweimal verheiratet. Seine erste Gemahlin war Magdalena von Bayern, Tochter des bayerischen Herzogs Friedrich I. des Weisen, welcher im Jahre 1422 die Ehe mit Agnes von Pettau-Wurmberg, einer Tochter des Grafen Bernhard, folgte. Aus diesen beiden Ehen sind keine Kinder bekannt. In der Grafschaft Kirchberg ist ihm sein Bruder Heinrich VI. nachgefolgt.